# Yousef Abu Wazaneh
Yousef Abu Wazaneh (in arabo يوسف أبو وزنة‎?; Amman, 6 dicembre 1993) è un cestista giordano.

## Carriera
Con la Giordania ha disputato i Campionati mondiali del 2019.